# Jemeppe-sur-Sambre
Jemeppe-sur-Sambre är en kommun i Belgien.   Den ligger i provinsen Namur och regionen Vallonien, i den centrala delen av landet, 50 km sydost om huvudstaden Bryssel. Antalet invånare är 18 487.
Trakten runt Jemeppe-sur-Sambre består till största delen av jordbruksmark. Runt Jemeppe-sur-Sambre är det ganska tätbefolkat, med 230 invånare per kvadratkilometer.